# سالی ییتس
سالی ییتس (انگلیسی: Sally Yates؛ زادهٔ ۲۰ اوت ۱۹۶۰) یک سیاست‌مدار اهل ایالات متحده آمریکا است. او دادستان کل موقت آمریکا در دوران ریاست جمهوری دونالد ترامپ بود.
ترامپ، یتس را بعد از آن اخراج کرد که وی به وکلای وزارت دادگستری گفته بود که از فرمان اجرایی رئیس‌جمهور آمریکا مبنی بر جلوگیری از ورود اتباع ایران، عراق، سوریه، لیبی، سودان، سومالی و یمن به خاک آمریکا، دفاع نکنند.
کاخ سفید در بیانیه‌ای آورده است: سلی ییتز با خودداری از اجرای دستور قانونی با هدف حفاظت از شهروندان ایالات متحده به وزارت دادگستری خیانت کرده است.